# Искробол
Искробол — деревня в Некрасовском районе Ярославской области. Входит в состав сельского поселения Красный Профинтерн.

## География
Находится в восточной части Ярославской области на расстоянии приблизительно 13 км на север-северо-восток по прямой от административного центра района поселка Некрасовское в левобережной части района на северном берегу озера Искробольское.

## История
Деревня была отмечена еще на карте 1798 года. В 1859 году здесь (деревня Даниловского уезда Ярославской губернии) было учтено 55 дворов.

## Население
Численность населения: 346 человек (1859 год), 81 (русские 98 %) в 2002 году, 61 в 2010.